# ديدارا

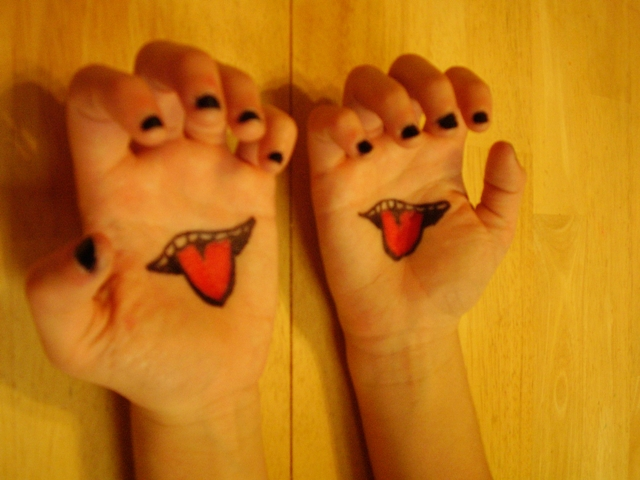
أيدي ديدارا.

ديدارا (باليابانية:デイダラ) هو شخصية خيالية من الأنمي المشهور ناروتو شيبودن. وهو عضو من أكاتسكي، أو بمعنى آخر القمر الاحمر. وهو أحد الأشخاص البارزين في المنظمة.

## شخصيته
يحب ديدارا تقنيات التفجير كثيراً، فهو الذي أنشئ أكبر تفجير في عالم النينجا. وكذلك استطاع هزم غارا والقبض عليه، ثم استخرج الوحش الذي بداخل غارا، مما أدى إلى موته. إلا أن الجدة تشيو أعطته روحها بتقنية محظورة.

## موته
نشب قتال بين ساسكي أوتشيها وديدارا. فلم يحسم النزال نتيجة لتعادل القوى بينهما. فقرر ديادارا أن يُفجر نفسه ليستمتع بفنه إلى أقصى حد.